# Crambidia suffusa
Crambidia suffusa là một loài bướm đêm thuộc phân họ Arctiinae, họ Erebidae.